# たかはC
たかはC（たかはシー、1975年〈昭和50年〉12月8日 - ）は、東京都荒川区出身の放送作家。ばんぺいゆ取締役。
本名は高橋 栄文（たかはし よしぶみ）。

## 来歴
1996年（平成8年）3月、お笑いコンビ「マイマイカブリ」の一員としてお笑い芸人デビュー。所属事務所であるホリプロ主催のお笑いライブを中心に活動する傍ら、同じ事務所の先輩であるさまぁ〜ずのライブに端役で出演するなどしていた。
2003年（平成15年）のコンビ解散後からは、さまぁ〜ずの付き人として大竹一樹・三村マサカズの運転手などを務め、2004年（平成16年）にはさまぁ〜ずが出演するバラエティ番組の構成に携わるようになる。初めて構成スタッフとして参加した『内村プロデュース』（テレビ朝日）において「たかはC」のペンネームを使用するようになった。2006年（平成18年）頃に付き人を経て、放送作家として独り立ち。2011年（平成23年）、ばんぺいゆの設立に参加し、同社取締役に就任。
現在もさまぁ〜ずとの交流がある為、『さまぁ〜ず×さまぁ〜ず』でのトークの話題に登場することがある。
2013年、かねてより交際していた三遊亭小遊三（落語芸術協会副会長）の娘と結婚。

## 主な担当番組
さまぁ〜ず関連番組
- モヤモヤさまぁ〜ず2（テレビ東京）
- 紙とさまぁ〜ず（テレビ東京）
- さまぁ～ず東京（テレビ東京）
- 内村さまぁ〜ず（ミランカ）
- さまぁ〜ず×さまぁ〜ず（テレビ朝日）
- トゥルルさまぁ〜ず（BeeTV）
- さまぁ～ずコントTV（フジテレビ）
- 三村＆有吉特番（テレビ朝日）
- ショウ君のペラ1（テレビ東京）
- 主演 さまぁ〜ず 〜設定 美容室〜（日本テレビ）
- お笑いさぁ〜ん（日本テレビ）
- SUMMER'〜S fun 411（KIKU TV）
- 木曜Junk さまぁ〜ずの逆にアレだろ（TBSラジオ）
  - 自身も一部に出演。

- 内村プロデュース（テレビ朝日）
- げりらっパ（メ〜テレ）
- ぶっコギ!（日本テレビ）
- カイブツ（日本テレビ）
- サカスさん（TBSテレビ） 他

その他の担当番組
- となりのシムラ（NHK）
- コントの日（NHK）
- こそこそチャップリン（テレビ東京）
- そこそこチャップリン（テレビ東京）
- 出川哲朗のリアルガチ（テレビ東京）
- AKB48コント「何もそこまで…」（ひかりTV）
- 夜遊び三姉妹（日本テレビ）
- 僕がネコに嫌われる理由（BS日テレ）
- NEVERMIND!!水曜日・ななめ45°のレディオdeカーニバル（FM-FUJI）
- がんばれ!エガちゃんピン（BeeTV）
- ユースケ&ハマケンの会員制おもかげラヂオ（BeeTV）
- 女子AD3人のロケ日誌〜ばんぺいゆ〜（BeeTV）
- バカヂカラ（TOKYO MX）
- うるまでが〜まる（テレ玉）
- 『ぷっ』すま（テレビ朝日）
- 元祖!でぶや（テレビ東京）
- つかじの無我〜12人の証言者〜（WOWOW）
- 東京オカン（関西テレビ）
- ぐっさんの肉球プリン（関西テレビ） 他

## 脚本

### テレビドラマ
- ショートピース2（フジテレビ）
- たんぺん！～大人のコメディ劇場～（フジテレビ）

### 映画
- 内村さまぁ〜ず　THE MOVIE　エンジェル

### 戯曲
- 劇団3number旗揚げ公演「近くても遠く、遠くても近く」（2011年9月30日→10月2日＠ウッディシアター中目黒）脚本担当
- CreoStyleプロデュースVol.3「幹事の器」（2012年4月5日→4月8日＠中野テアトルBONBON）脚本担当
- 劇団3number第二回公演「僕だけのヒーロー」（2012年9月28日→9月30日＠てあとるらぽう）脚本＆演出担当/第24回池袋演劇祭豊島区長賞授賞[1]
- エーシアターVol.1「夜明けの前が一番暗いの？」（2013年4月17日→4月21日＠新宿SPACE107）脚本担当
- 劇団3number第三回公演「パパってば！」（2013年9月6日→9月8日＠南大塚ホール）脚本＆演出担当/第25回池袋演劇祭招待公演[2]
- フライドBALL企画Vol. 4 「オトコと女と心とココロ」 （2013年11月7日→11月10日＠中野テアトルBONBON）脚本＆演出担当
- なかよし劇場Vol.1/佐藤貴史×川村エミコのオムニバス二人芝居（2014年1月13日＠シアター711）「ブス神様」脚本担当
- モーレツカンパニー企画旗揚げ公演 「6月のパンティ」 （2014年7月4日→7月13日＠Geki地下Liberty）脚本＆演出担当
- FREE(S)プロデュース 「パン屑の道しるべ」 （2014年10月22日→10月26日＠小劇場B1）脚本＆演出担当
- モーレツカンパニー企画第二回公演 「MAMORU」 （2015年9月16日→9月22日＠池袋シアターKASSAI）脚本＆演出担当
- モーレツカンパニーショートストーリーズ「Oh!Tears!!」（2016年2月12日→2月14日＠しもきた空間リバティ）脚本＆演出担当
- モーレツカンパニー企画第三回公演 「アナログコミュニケーションズ」 （2016年10月6日→10月10日＠げきじょMOMO）脚本＆演出担当
- モーレツカンパニー企画第四回公演「25年目の家族」（2017年11月16日→11月19日＠ウッディーシアター中目黒）脚本＆演出担当
- モーレツカンパニー企画第五回公演「教えてほしい」（2021年11月18日～21日＠ブローダーハウス東松原）脚本＆演出担当

## 舞台
- さまぁ〜ず単独ライブ
- 江戸むらさき単独ライブ
- ななめ45°単独ライブ
- たんぽぽ単独ライブ
- 劇団3number公演
- モーレツカンパニー企画公演